# Naše malé Angličanky
Naše malé Angličanky (v originále À nous les petites Anglaises) je francouzský komediální film z roku 1976, který režíroval Michel Lang podle vlastního scénáře. Snímek měl světovou premiéru 7. ledna 1976.

## Děj
Film se odehrává ve Francii a Anglii v roce 1959. Dva kamarádi Alain a Jean-Pierre, studenti pařížského lycea, propadnou u maturity z angličtiny. Otcové je proto místo na dovolenou do Saint-Tropez pošlou na jazykový pobyt do Anglie, aby si v malém pobřežním městečku Ramsgate zlepšili své jazykové znalosti. Ale ti dva mají v hlavě jiné věci než učení. Chtějí se seznamovat s dívkami a pořádat večírky.

## Obsazení
| Rémi Laurent       | Alain       |
| Stéphane Hillel    | Jean-Pierre |
| Véronique Delbourg | Claudie     |
| Sophie Barjac      | Veronique   |
| Julie Neubert      | Carol       |
| Rynagh O’Grady     | Doreen      |
| Aïna Walle         | Britt       |
| Brigitte Bellac    | Mireille    |
| Michel Melki       | Pierrot     |

## Ocenění
- César: nominace v kategorii nejlepší filmová hudba (Mort Shuman)